# デレック・フィッシャー
- デレク・フィッシャー

デレック・ラマー・フィッシャー（Derek Lamar Fisher, 1974年8月9日 - ）は、アメリカ合衆国アーカンソー州リトルロック出身の元プロバスケットボール選手、指導者。。ポジションはポイントガード。第13代NBA選手会会長。現役時代は主にロサンゼルス・レイカーズなどで活躍し、NBAファイナルで5回優勝し、プレーオフ通算161勝は歴代1位。デレク・フィッシャーと表記されることもある。

## 経歴

### ロサンゼルス・レイカーズ
アーカンソー大学リトルロック校でプレーした後、1996年のNBAドラフトでロサンゼルス・レイカーズから1巡目24位指名を受けてNBA入り。新人時代の1試合平均出場時間は11.5分に留まり、平均得点は僅か3.9得点に終わり、以降数シーズンは控え選手としての生活が続いた。その間チームは大黒柱のシャキール・オニールに加え、コービー・ブライアントを獲得、名将フィル・ジャクソンの招聘を経てリーグ屈指の強豪となり、2000年には優勝を果たした。翌2000-2001シーズン、フィッシャーは右足の骨折で開幕から60ゲームを欠場してしまうが、シーズン終盤に復帰すると、残り20ゲーム全てで先発に起用され、プレーオフでは1試合平均13.4得点を挙げてチームの連覇に貢献した。翌2001-2002シーズンにはチーム3番目となる平均11.2得点、3ポイントシュート成功率は4割を超えた。チームは3連覇を達成し、フィッシャーはレイカーズ時代に計3つのチャンピオンリングを手に入れることになった。翌2002－2003シーズンのプレーオフはカンファレンスセミファイルでサンアントニオ・スパーズに敗れるが、プレーオフ期間中フィールドゴール成功率で52%という高い数字を残していた。
翌2003-2004シーズンにレイカーズはゲイリー・ペイトンを獲得、フィッシャーは大物ポイントガードに先発の座を譲った。プレーオフのカンファレンス準決勝では再びスパーズと対戦したが、お互い2勝ずつした状況での第5戦において、フィッシャーのキャリアでのベストショットが生まれた。スパーズのエース、ティム・ダンカンに難しい体勢からのフェイダウェイショットを決められ、残り0.4秒で73－72とリードされた。レイカーズは、3度のタイムアウトの挟んだ後、ペイトンからのインバウンドパスで、ラストショットをフィッシャーに託した。僅か0.4秒の間にボールを受け、振り向きざまに放たれたボールは、試合終了のブザーと共に見事バスケットに収まり、レイカーズに大逆転勝利をもたらした。その後レイカーズはファイナルまで進出するが、デトロイト・ピストンズに1勝4敗で敗れた。このシーズンを最後にシャキール・オニール中心のレイカーズは解体され、フィッシャーはゴールデンステート・ウォリアーズに移籍した。

### ゴールデンステート・ウォリアーズ
ウォーリアーズでは優勝経験を持つベテランとしての役割が求められる中、チームはスターポイントガードのバロン・デイビスを獲得、バックアップに回り、2004-05シーズンは32試合、2005-06シーズンは36試合に先発出場、2005-06シーズンの平均13.3得点はキャリアハイであった。ウォーリアーズでは2シーズンプレーした後、2006年にユタ・ジャズに移籍した。11月にフィッシャーはNBA選手会会長に就任。この年に変更された公式ボールに対し選手の間から不満が噴出した際には、ボールを以前のものに戻すよう協会に働きかけ、それに成功している。

### ユタ・ジャズ
新天地のジャズでシューティングガードとしての起用が増えたフィッシャーは、新進気鋭のポイントガードデロン・ウィリアムスと組み、チームの4年ぶりのプレーオフ進出に貢献した。チームは1回戦でヒューストン・ロケッツを破り、カンファレンスセミファイナルにまで駒を進めるが、しかしフィッシャーは網膜芽細胞腫と診断された娘の手術に立ち会うために、チームを離れなければならない状況に追いやられた。古巣のウォーリアーズとの初戦を欠場したフィッシャーはニューヨークで娘の手術の成功を確認した後、飛行機でソルトレイクシティに向かい、すでに第2戦の前半を終えたエナジーソリューションズ・アリーナへと急いだ。フィッシャーを欠いたジャズはウィリアムズとディー・ブラウンしかポイントガードを務められる選手がいなかったが、ウィリアムズはファウルトラブルに陥り、ブラウンはチームメイトとの衝突で怪我を負い、すでにコートから去っていた。この非常事態の中、場内にフィッシャーの到着が伝えられる。フィッシャーはアップもしないままユニフォームに着替えて会場に走った。観客が総立ちで迎える中、コートに立ったフィッシャーはいきなり2アシストでチームの危機を救うと、オーバータイムまで縺れた試合終盤には貴重な3ポイントシュートとフリースロー2本を決め、チームは第2戦をものにした。フィッシャーが会場に現れた瞬間は、この年のプレーオフでも最も印象深いシーンの1つとなった。第4戦、シリーズを決めた第6戦終盤でもフィッシャーは重要な得点をあげ、チームを1998年以来のカンファレンスファイナルに導いた。シーズン終了後、フィッシャーは娘の治療を優先するためジャズに退団を申し入れ、ジャズもこれを受け入れた。フィッシャーは医療施設が充実している大都市でのプレーを求め、ロサンゼルスに本拠地を置くレイカーズに3年1400万ドルという契約内容で4シーズンぶりに復帰した。ちなみにジャズとの残り契約は3年2060万ドルだった。

### ロサンゼルス・レイカーズへの復帰
王朝チームが解体されて以降のレイカーズは、コービー・ブライアントのワンマンチームとなってしまい、プレーオフでは苦戦を強いられていた。2007-08シーズン、複帰後は、コービーの良きパートナーとしてプレーし、3ポイントは40.6％と高い成功率だった。レイカーズは開幕から好調な滑り出しを見せ、さらにシーズン中盤には優秀なビッグマン、パウ・ガソルの獲得でレイカーズの戦力は大幅に向上。一気に優勝候補へと返り咲き、プレーオフではファイナルまで勝ち進んだがセルティックスに2勝4敗で敗れた。
翌2008-09シーズンもレイカーズの快進撃は止まらず、レギュラーシーズンは65勝をあげ、プレーオフも勝ち抜いて2年連続でファイナルに進出した。チームは快調ながら、バックアップのジョーダン・ファーマーが故障に見舞われたこともあり、シーズンを通して疲労が見られ、また年齢での衰えから特にディフェンスで若い選手相手に苦労する場面が見られた。王座奪回を目指すレイカーズにおいて弱点になりかねないとまで言われたが、ファイナル第4戦では、試合終盤に3点ビハインドの状況で、残り4.6秒にネルソンの上から見事に3Pシュートを決め、ゲームをオーバータイムに持ち込み、チームを危機から救うと共に2004年の0.4秒ショットの再現を披露した。フィッシャーはオーバータイムでも残り31秒の重要な場面で3Pシュートを決めてチームを勝利に導き、その勝負強さを思う存分発揮した。レイカーズはオーランド・マジックを4勝1敗で破り優勝、4つ目のチャンピオンリングを手に入れることになった。
2009-10シーズン、全82試合に先発出場し、平均7.5得点、2.1リバウンド、2.5アシスト、1.10スティールをあげた。プレーオフ、カンファレンスセミファイナル、ユタ・ジャズとのゲーム3では、残り28秒で2点差を追う場面で、3ポイントを決めるなど、20得点を奪って勝利に貢献した。NBAファイナルではボストン・セルティックスと対戦、第3戦では、第2戦でファイナル新記録となる3ポイントシュート8本を成功させたレイ・アレンを、シュート13本中0本成功、2得点に抑え、決勝点となるレイアップシュートも決めて勝利に貢献した。ファイナル第7戦でも64-64と同点3ポイントシュートを決めるなど4勝3敗での優勝に貢献、5個目のチャンピオンリングを手に入れた。
2010-11シーズン、開幕前にはフリーエージェントとなったが、レイカーズと3年契約を結んだ全82試合に先発出場したが、平均6.8得点と成績を落とし批判も浴びた。12月8日、ロサンゼルス・クリッパーズとの対戦では残り0.1秒で決勝のレイアップを決めた。チームはプレーオフ2回戦でダラス・マーベリックスにスイープされて敗れた。
2011年NBAオーナー側によるロックアウトが行われた際にはNBA選手協会会長として交渉を続けた。
2011-12シーズン、1月17日、ダラス・マーベリックス戦では試合終了直前にブザービーターを決め、レイカーズが勝利した。2月15日、ドラフト1巡目指名権と共にジョーダン・ヒルとのトレードでヒューストン・ロケッツに移籍した。本人の意向により、その後1試合もプレーせずに、3月19日にロケッツとの契約をバイアウトした。

### オクラホマシティ・サンダー
3月21日、ウェスタン・カンファレンス首位を走るオクラホマシティ・サンダーと契約を結んだ。移籍後初のレイカーズホームの試合では、フィッシャーの過去の名場面がスクリーンに映し出され、ステイプルズ・センターの観客からはスタンディングオベーションで迎えられた。プレーオフではスリーポイントやディフェンスでチームのファイナル進出に貢献したが、ファイナルではマイアミ・ヒートの前に1勝4敗で敗れた。

### ダラス・マーベリックス
2012年11月29日、ダラス・マーベリックスに移籍し、先発としてプレーしたが、わずか9試合のみに出場。（マブスでの9試合では、レギュラーシーズンキャリアハイの43.5％のスリーポイント成功率を記録した。）その後、12月にマーベリックスに契約解除を求め、フリーとなった。

### オクラホマシティ・サンダー
2月にサンダーに加入、プレーオフでは11試合でプレー、47.1％のスリーポイント成功率を残した。2013-14シーズン、1月30日のマイアミ・ヒート戦、2月24日のロサンゼルス・クリッパーズとの対戦でそれぞれ5本のスリーポイントを成功さるなど、シーズンハイとなる15得点を挙げた。2014年5月31日のプレーオフカンファレンスファイナル、スパーズとの第6戦では32分間プレー、チームはスパーズの前に敗れ、その試合がラストゲームとなった。

## ヘッドコーチ

### ニューヨーク・ニックス
2014年6月9日、かつて5度のチャンピオンに輝いたフィル・ジャクソンの招きでニューヨーク・ニックスのヘッドコーチとして、5年2500万ドルの契約を交わした。しかし、ヘッドコーチ1年目は、チームにトライアングル・オフェンスを植え付けることが出来ず、2014-15シーズンは17勝65敗に終わり、15-16シーズンも奮わず、2016年2月8日に解任された。

## 個人成績

### レギュラーシーズン
| シーズン   | チーム     | GP   | GS  | MPG  | FG%  | 3P%  | FT%  | RPG | APG | SPG | BPG | TO  | PPG  |
| ---------- | ---------- | ---- | --- | ---- | ---- | ---- | ---- | --- | --- | --- | --- | --- | ---- |
| 1996–97    | LAL        | 80   | 3   | 11.5 | .397 | .301 | .658 | 1.2 | 1.5 | .5  | .1  | .9  | 3.9  |
| 1997–98    | LAL        | 82   | 36  | 21.5 | .434 | .383 | .757 | 2.4 | 4.1 | .9  | .1  | 1.5 | 5.8  |
| 1998–99    | LAL        | 50   | 21  | 22.6 | .376 | .392 | .759 | 1.8 | 3.9 | 1.2 | .0  | 1.5 | 5.9  |
| 1999–2000  | LAL        | 78   | 22  | 23.1 | .346 | .313 | .724 | 1.8 | 2.8 | 1.0 | .0  | 1.0 | 6.3  |
| 2000–01    | LAL        | 20   | 20  | 35.5 | .412 | .397 | .806 | 3.0 | 4.4 | 2.0 | .1  | 1.5 | 11.5 |
| 2001–02    | LAL        | 70   | 35  | 28.2 | .411 | .413 | .847 | 2.1 | 2.6 | .9  | .1  | .9  | 11.2 |
| 2002–03    | LAL        | 82   | 82  | 34.5 | .437 | .401 | .800 | 2.9 | 3.6 | 1.1 | .2  | 1.1 | 10.5 |
| 2003–04    | LAL        | 82   | 3   | 21.6 | .352 | .291 | .797 | 1.9 | 2.3 | 1.3 | .0  | 1.0 | 7.1  |
| 2004–05    | GSW        | 74   | 32  | 30.0 | .393 | .371 | .862 | 2.9 | 4.1 | 1.0 | .1  | 1.7 | 11.9 |
| 2005–06    | GSW        | 82   | 36  | 31.6 | .410 | .397 | .833 | 2.6 | 4.3 | 1.5 | .1  | 1.9 | 13.3 |
| 2006–07    | UTA        | 82   | 61  | 27.9 | .382 | .308 | .853 | 1.8 | 3.3 | 1.0 | .1  | 1.5 | 10.1 |
| 2007–08    | LAL        | 82   | 82  | 27.4 | .436 | .406 | .883 | 2.1 | 2.9 | 1.0 | .0  | 1.1 | 11.7 |
| 2008–09    | LAL        | 82   | 82  | 29.8 | .424 | .397 | .846 | 2.3 | 3.2 | 1.2 | .1  | .9  | 9.9  |
| 2009–10    | LAL        | 82   | 82  | 27.2 | .380 | .348 | .856 | 2.1 | 2.5 | 1.1 | .1  | 1.0 | 7.5  |
| 2010–11    | LAL        | 82   | 82  | 28.0 | .389 | .396 | .806 | 1.9 | 2.7 | 1.2 | .1  | .9  | 6.8  |
| 2011–12    | LAL        | 43   | 43  | 25.6 | .383 | .324 | .830 | 2.1 | 3.3 | .9  | .1  | 1.3 | 5.9  |
| 2011–12    | OKC        | 20   | 0   | 20.4 | .343 | .314 | .929 | 1.5 | 1.4 | .6  | .1  | .8  | 4.9  |
| 2011-12計  | OKC        | 63   | 43  | 23.9 | .371 | .321 | .851 | 1.9 | 2.7 | .8  | .1  | 1.2 | 5.6  |
| 2012–13    | DAL        | 9    | 9   | 25.4 | .354 | .435 | .913 | 1.7 | 3.4 | .6  | .2  | 2.0 | 8.6  |
| 2012–13    | OKC        | 24   | 0   | 24.4 | .344 | .351 | .933 | .8  | .7  | .6  | .0  | .5  | 4.1  |
| 2012-13計  | OKC        | 33   | 9   | 17.4 | .342 | .375 | .921 | 1.1 | 1.4 | .6  | .1  | .9  | 5.3  |
| 2013–14    | OKC        | 81   | 0   | 17.6 | .391 | .384 | .775 | 1.5 | 1.4 | .9  | .0  | .6  | 5.2  |
| 通算：18年 | 通算：18年 | 1287 | 731 | 25.4 | .399 | .374 | .817 | 2.1 | 3.0 | 1.1 | .1  | 1.1 | 8.3  |

### プレーオフ
| シーズン   | チーム     | GP  | GS  | MPG  | FG%  | 3P%  | FT%   | RPG | APG | SPG | BPG | TO  | PPG  |
| ---------- | ---------- | --- | --- | ---- | ---- | ---- | ----- | --- | --- | --- | --- | --- | ---- |
| 1997       | LAL        | 6   | 0   | 5.7  | .273 | .000 | .667  | .5  | 1.0 | .2  | .0  | 1.0 | 1.3  |
| 1998       | LAL        | 13  | 13  | 21.4 | .397 | .300 | .621  | 1.9 | 3.8 | 1.3 | .0  | 1.2 | 6.0  |
| 1999       | LAL        | 8   | 8   | 29.8 | .418 | .345 | .800  | 3.6 | 4.9 | 1.0 | .0  | 1.4 | 9.8  |
| 2000       | LAL        | 21  | 0   | 15.3 | .430 | .414 | .760  | 1.0 | 2.0 | .5  | .0  | .4  | 4.7  |
| 2001       | LAL        | 16  | 16  | 36.0 | .484 | .515 | .765  | 3.8 | 3.0 | 1.3 | .1  | .8  | 13.4 |
| 2002       | LAL        | 19  | 19  | 34.2 | .357 | .358 | .786  | 3.3 | 2.7 | 1.0 | .1  | 1.1 | 10.2 |
| 2003       | LAL        | 12  | 12  | 35.3 | .520 | .617 | .818  | 3.0 | 1.8 | 1.5 | .1  | 1.5 | 12.8 |
| 2004       | LAL        | 22  | 0   | 23.0 | .405 | .418 | .657  | 2.5 | 2.2 | .8  | .0  | .9  | 7.5  |
| 2007       | UTA        | 16  | 14  | 27.8 | .405 | .375 | .933  | 1.6 | 2.6 | 1.0 | .1  | 1.2 | 9.5  |
| 2008       | LAL        | 21  | 21  | 31.6 | .452 | .440 | .836  | 2.2 | 2.5 | 2.0 | .1  | 1.0 | 10.2 |
| 2009       | LAL        | 22  | 22  | 28.9 | .394 | .284 | .861  | 2.0 | 2.2 | 1.0 | .0  | 1.1 | 8.0  |
| 2010       | LAL        | 23  | 23  | 32.8 | .448 | .360 | .821  | 2.5 | 2.8 | 1.2 | .0  | 1.6 | 10.3 |
| 2011       | LAL        | 10  | 10  | 32.5 | .433 | .412 | .810  | 2.7 | 3.6 | 1.4 | .2  | .8  | 8.2  |
| 2012       | OKC        | 20  | 0   | 22.3 | .415 | .375 | 1.000 | 1.6 | 1.3 | .9  | .1  | .3  | 6.3  |
| 2013       | OKC        | 11  | 0   | 23.7 | .457 | .471 | .667  | 1.5 | .7  | .6  | .1  | .7  | 8.7  |
| 2014       | OKC        | 19  | 0   | 15.7 | .315 | .293 | 1.000 | 1.7 | .8  | .7  | .0  | .3  | 3.8  |
| 出場：16回 | 出場：16回 | 259 | 158 | 26.5 | .422 | .399 | .805  | 2.2 | 2.3 | 1.1 | .1  | .9  | 8.3  |